# 史潑尼克5號
史波尼克5号（俄语：Спутник 5）是20世纪60年代苏联载人航天计划东方计划中一颗东方号原型试验飞船，执行了东方号飞船的第三次试验飞行，这次飞行也是第一次成功将动物送入轨道并安全返回的太空飞行。这艘飞船于1960年8月19日在拜科努尔航天发射场发射升空，飞船上搭载了2只苏联太空犬Belka和Strelka、1只灰兔、40只小鼠、2只大鼠和若干苍蝇、植物和真菌，飞船于次日返回地面，所有的生物成员存活。之后Strelka生了六只幼犬，其中一只被苏联政府当做礼物送给了美国第一夫人杰奎琳·肯尼迪。Belka和Strelka在死后的遗体皆被保存，Belka在莫斯科被展示，而Strelka则在世界各地巡回展览。

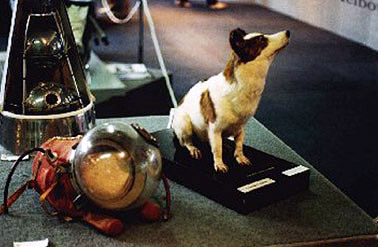
Strelka
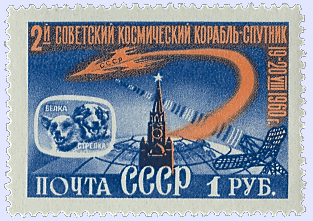
苏联为纪念这次任务发行的邮票